# الحوارتة
قرية الحوارتة هي إحدى القرى التابعة لمركز المنيا بمحافظة المنيا في جمهورية مصر العربية. حسب إحصاءات سنة 2006، بلغ إجمالي السكان في الحوارتة 6573 نسمة، منهم 3522 رجلا و3051 امرأة.